# Grynobius planus
Grynobius planus (лат.) — вид жесткокрылых насекомых семейства точильщиков. Единственный вид рода Grynobius.

## Описание
Лоб широкий, расстояние между глазами и основаниями усиков более или менее одинаковые. Первый промежуток надкрылий на вершине соединяется с боковыми и образует матовый, сильно вздутый валик. Средние тазики явственно более раздвинуты, чем передние тазики.